# Tareque Masud

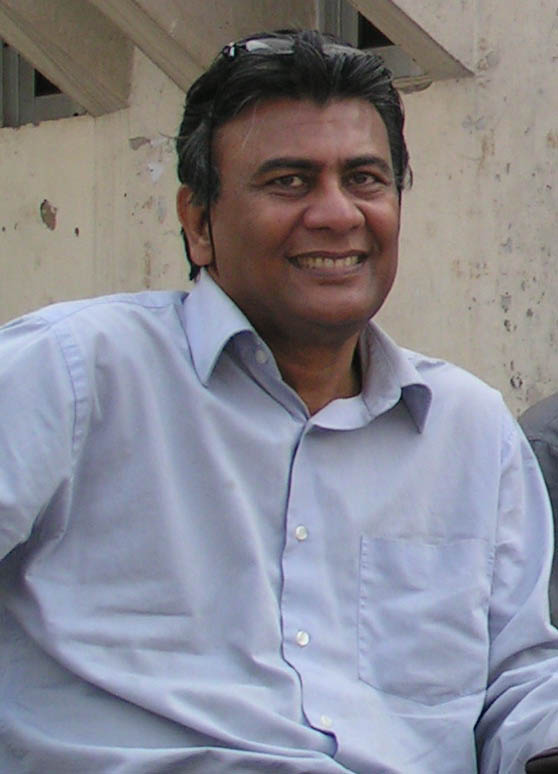
Tareque Masud

Tareque Masud (Bangla: তারেক মাসুদ, Tārek Māsud; * 6. Dezember 1956 oder 1957 in Faridpur, Division Dhaka, Bangladesch; † 13. August 2011 in Manikganj, Division Dhaka, Bangladesch) war ein preisgekrönter Regisseur aus Bangladesch. Er führte Regie bei den Filmen Muktir Gaan und Matir Moina (2002), für die er eine Reihe von internationalen Auszeichnungen gewann, darunter den International Critics’ Prize und den FIPRESCI-Preis beim Cannes Film Festival 2002.

## Biografie
Tareque Masud wurde 1956 oder 1957 im Dorf Nurpur im Upazila Bhanga des Distrikts Faridpur geboren und verbrachte den Großteil seiner Kindheit in einer Madrasa (islamischen Schule). Durch den Bangladesch-Krieg 1971 wurden seine Studien zunächst unterbrochen. Nach dem Krieg studierte er an der University of Dhaka Geschichte. Schon während des Studiums besuchte Masud Filmekurse und begann 1982 seinen ersten Film über den Maler S.M. Sultan. Es folgten eine Reihe von Dokumentar- und Animationsfilmen. 1989 heiratete er die US-Amerikanerin Catherine Masud und zog mit ihr nach New York. Er starb bei einem Autounfall am 13. August 2011 auf dem Dhaka-Aricha-Highway in Manikganj gemeinsam mit seinem Kameramann Mishuk Munier; seine Frau wurde dabei schwer verletzt.

## Filmografie
- 1989: Adam Surat
- 1995: Muktir Gaan
- 1999: Muktir Kotha
- 2002: Matir moina
- 2005: Ontarjatra

## Auszeichnungen
- 1997: Spezielle Erwähnung auf dem Film South Asia für den Film Muktir Gaan[11]
- 2002: FIPRESCI-Preis der Cannes Film Festival für Matir Moina[12]
- 2002: Best Screenplay des Marrakech International Film Festival für Matir Moina[12]
- 2006: Asian and Arab Competition Award des Osian’s Cinefan für Ontarjatra[12]
- 2012: Ekushey Padak